# Niederhambach
Niederhambach ist eine Ortsgemeinde im Landkreis Birkenfeld in Rheinland-Pfalz. Sie gehört der Verbandsgemeinde Birkenfeld an.

## Geographie
Der Ort liegt am Hambach im Hunsrück. Er besteht aus den Ortsteilen Böschweiler, Burbach und Heupweiler, sowie dem Wohnplatz Burbacher Siedlung.

## Geschichte
In der Nähe von Heupweiler wurden zwei Löwen aus Sandstein gefunden, die von einem römischen Grabmal stammen. Burbach wurde 1338 erstmals urkundlich erwähnt, Böschweiler im Jahr 1438. Das heutige Niederhambach entstand am 1. Oktober 1933 durch den Zusammenschluss der bis dahin eigenständigen Gemeinden Böschweiler, Burbach und Heupweiler.
Bevölkerungsentwicklung
Die Entwicklung der Einwohnerzahl von Niederhambach bezogen auf das heutige Gemeindegebiet; die Werte von 1871 bis 1987 beruhen auf Volkszählungen:
| Jahr | Einwohner |
| 1815 | 237       |
| 1835 | 359       |
| 1871 | 420       |
| 1905 | 337       |
| 1939 | 314       |
| 1950 | 374       |

| Jahr | Einwohner |
| 1961 | 360       |
| 1970 | 354       |
| 1987 | 342       |
| 1997 | 316       |
| 2005 | 316       |
| 2023 | 314       |

## Politik

### Bürgermeister
Bernd Jaekel wurde im Juni 2024 zum neuen Ortsbürgermeister von Niederhambach gewählt.
Peter Schwarzbach war seit 2009 Ortsbürgermeister. Bei der Direktwahl im Mai 2019 wurde er für weitere fünf Jahre in seinem Amt bestätigt.

### Wappen
| Wappen von Niederhambach | Blasonierung: „Unter rot-silbern geschachtem Schildhaupt in Grün die Darstellung der goldenen Skulptur eines linksschauenden Löwen, der einen Widderkopf zwischen den Vorderpranken hält.“ |
| Wappen von Niederhambach | Es wurde 1965 vom rheinland-pfälzischen Innenministerium genehmigt. |

### Gemeindepartnerschaft
Mit Bulgnéville in Lothringen wird eine Partnerschaft gepflegt.

## Wirtschaft und Infrastruktur
Im Osten verläuft die Bundesstraße 41, die im Süden zur Bundesautobahn 62 führt. In Kronweiler ist ein Bahnhof der Bahnstrecke Bingen–Saarbrücken.

## Persönlichkeiten
- Christina Biehl (* 1986), Fußballschiedsrichterin